# 인터보로 익스프레스
인터보로 익스프레스(영어: Interborough Express)는 뉴욕시에 건설될 총 연장 22.5km의 24/7 경전철이다. 제안대로 인터보로 익스프레스는 뉴욕주 브루클린 베이리지와 퀸즈주의 잭슨하이츠를 연결할 노선으로, 베이리지 지선과 프레먼트 세컨더리까지의 철도를 사용할 예정이지만 별도의 협궤를 가지게 된다. 퀸즈의 경우 근처에 올페이스 묘지가 있기 때문에 차선을 따라 노선이 설계된다. 2023년 기준으로 메트로폴리탄 트랜스포테이션 오소리티는 인터보로 익스프레스가 2027년부터 운행 가능할 것으로 내다보았다.